# اورکا (فیلم ۱۴۰۰)
اورکا فیلمی ایرانی محصول سال ۱۴۰۰ به کارگردانی سحر مصیبی و تهیه کنندگی مهتاب کرامتی و طهورا ابوالقاسمی است که به آن مجوز اکران داده نشد. این فیلم بر اساس زندگی شناگر ایرانی به نام الهام‌السادات اصغری است که برای ثبت رکوردهای خود در ایران با چالش‌های زیادی روبرو شد. رکوردهای او با پوشش اسلامی به دست آمدند اما نهادهای رسمی و مقام‌های جمهوری اسلامی از ثبت آن‌ها به دلیل محدودیت‌های مربوط به شنای زنان در ایران خودداری نمودند. اورکا روایت همین اتفاقات و چالش‌هایی است که این زن شناگر در سال‌های مختلف با آن روبه‌رو شد. ترانه علیدوستی، مهتاب کرامتی، مهتاب نصیرپور، مسعود کرامتی و محمد رشنو از بازیگران فیلم هستند. همچنین بازی ترانه علیدوستی در این فیلم از سخت‌ترین چالش‌های بازیگری برای او به شمار می‌رود.

## داستان
این فیلم در مورد زنی است به نام الهام که یک هدف دارد: ثبت رکورد گینس با دستان بسته در آب‌های آزاد. وی برای رسیدن به این هدف با مشکلات فراوانی روبه‌رو می‌شود.

## بازیگران
| بازیگر           | نقش                              |
| ---------------- | -------------------------------- |
| ترانه علیدوستی   | الهام اصغری                      |
| مهتاب کرامتی     | نظر آبادی                        |
| مهتاب نصیرپور    | ماهل                             |
| مسعود کرامتی     | سعید اصغری                       |
| حسن زارعی        | رئیس اداره ورزش چابهار           |
| سپیده اعلایی     | یگانه                            |
| محمد رشنو        | درهان                            |
| آرمیک قریبیان    | مادر الهام (آذر)                 |
| فاطمه نیشابوری   | دستیار نظر آبادی                 |
| حمیده حمیدی      | ثبت کننده رکورد                  |
| کاظم ابراهیم‌زاده | مربی شنا الهام                   |
| شکوفه موسوی      | خبرنگار                          |
| مبین رستگار      | محمدی (رئیس اداره ورزش مازندران) |

## واکنش‌ها
این فیلم که نخستین تجربه بلند سینمایی مصیبی بود، در هفتمین دورهٔ رویداد سالانه استعدادیابی مؤسسه فیلم دوحه «قمره» پذیرفته شد، سپس در اولین اکران خود، در آبان ۱۴۰۰ در جشنواره اجیال دوحه قطر توانست جایزه بهترین فیلم از نگاه تماشاگران فستیوال دوحه را کسب کند.